# Warbirds over Wanaka
Warbirds over Wanaka es una exhibición de vuelo de carácter bienal que se celebra en Wanaka, Nueva Zelandia, en el fin de semana de Pascua de los años pares. Se lleva a cabo en el Aeropuerto de Wanaka, que se encuentra a unos 10 kilómetros de la ciudad.
En un primer momento fue concebida por el pionero neozelandés Sir Tim Wallis como una oportunidad de mostrar su colección de aeronaves de la Segunda Guerra Mundial. Sin embargo, debido al éxito que tuvo desde las primeras celebraciones la zona se colapsaba: carreteras cortadas, hoteles y moteles llenos... 
Los visitantes en 2004 fueron 99.000, mientras que en 2006 la cifra aumentó hasta 111.000 personas.